# Milnesiidae
Milnesiidae  (лат.) — семейство тихоходок класса Eutardigrada, единственное в составе отряда Apochela. 4 рода.

## Описание
Тихоходки-эутардиграды с парными цефалическими и перибуккальными папиллами. Когти с первичными и вторичными ветвями, полностью разделенными.
Вид Milnesium tardigradum встречается повсеместно и это один из крупнейших видов тихоходок, который может достигать в длину 1,4 мм; сходные ископаемые виды найдены в меловом янтаре.

## Классификация
Семейство Milnesiidae было впервые выделено в 1962 году итальянским зоологом Giuseppe Ramazzotti (1898—1986) и включает 4 рода. В 2019 году было предложено выделить Apochela в отдельный четвёртый класс тихоходок Apotardigrada, но уже в 2021 году выражены сомнения в статусе Apotardigrada.
- Отряд Apochela Schuster, Nelson, Grigarick & Christenberry, 1980 (или отдельный класс Apotardigrada)[1]
  - Семейство Milnesiidae Ramazzotti, 1962
    - Род Bergtrollus Dastych, 2011
      - Bergtrollus dzimbowski Dastych, 2011[12]

    - Род Limmenius Horning, Schuster & Grigarick, 1978
      - Limmenius porcellus Horning, Schuster & Grigarick, 1978[13]

    - Род Milnesioides Claxton, 1999
      - Milnesioides exsertum Claxton, 1999[14]

    - Род Milnesium Doyère, 1840 (около 50 видов)